# La noche de mayo
La Noche de Mayo (título original en ruso, Майская ночь, Máiskaya noch) es una ópera en tres actos con música y libreto en ruso de Nikolái Rimski-Kórsakov, compuesta entre 1878-1879. Se basa en la historia de Nikolái Gógol "La noche de mayo o la ahogada" (Майская ночь,или Утопленница, Máiskaya Noch, ili Utóplennitsa), incluida en su colección de relatos Veladas en un caserío de Dikanka. Se estrenó en el Teatro Mariinski de San Petersburgo el 21 de enero (fecha antigua: 9 de enero) de 1880, con dirección de Eduard Nápravník.
En España se estrenó el 15 de diciembre de 1926, en el Gran Teatro del Liceo, Barcelona.
En las estadísticas de Operabase aparece con solo 5 representaciones en el período 2005-2010.